# Condado de Iron (Missouri)
O Condado de Iron é um dos 114 condados do estado americano de Missouri. A sede do condado é Ironton, e sua maior cidade é Ironton. O condado possui uma área de 1 430 km² (dos quais 2 km² estão cobertos por água), uma população de 10 697 habitantes, e uma densidade populacional de 7 hab/km² (segundo o censo nacional de 2000). O condado foi fundado em 1857.